# 贝鲁特
贝鲁特（羅馬化：Bayrūt，羅馬化：Peyrut，羅馬化：Bērytós，羅馬化：Be’erot；阿拉姆語：Birot בירות）是黎巴嫩的首都，位於贝鲁特省的地中海沿岸，是該國最大的海港，也有著東方小巴黎的稱呼。因為最近一直沒有進行人口普查，故其具體人口未知。2007年時估計有100萬到200萬之間。該地名首次出現於古埃及的阿馬爾奈文書中，歷史可追溯至公元前15世紀，并一直有人類居住，與鄰國敘利亞的大馬士革並列為世界最古老城市之一。
貝魯特不僅是黎巴嫩政府所在地，同時對黎巴嫩經濟也有著不可忽視的影響。貝魯特中央區、哈姆拉街、阿什拉斐葉區等地有眾多公司與銀行。此外還有許多著名出版社、劇院，夜生活豐富，因此也成爲了區域內的文化中心，亦有中東巴黎的美稱。20世紀末期因黎巴嫩內戰被毀，經歷了大重建。
依照全球化及世界城市研究网络（GaWC）所公布之《世界级城市》名单中，安曼属于Beta级别的国际都市2009年被《紐約時報》評為最佳旅遊城市，同年孤獨星球將其評為全球最具活力的城市之一。根據美世諮詢2010年的研究，貝魯特是中東消費水平第四高的城市，在中上等收入國家中排第15位。2011年，萬事達指出貝魯特是中東和非洲旅遊消費第二高的城市。
貝魯特舉辦過許多場國際性足球賽和1957和1997年的泛阿拉伯運動會。近代，由於黎巴嫩內戰和貝魯特港的大規模爆炸對城市造成了嚴重破壞。使得贝鲁特的文化景觀經歷重大的重建。

## 历史

19世纪晚期奥斯曼帝国统治下的贝鲁特全景

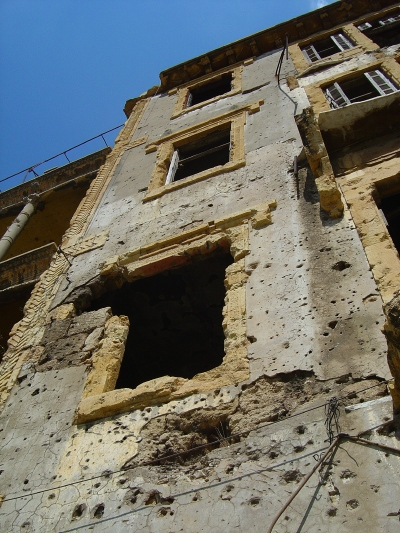
战争的破坏（2004）

貝魯特古名為“be'erot”（意即「水井之城」），由腓尼基人所建立。最早有關貝魯特的歷史文獻記載確切的年代為公元前15世紀左右，此時已經有刻上楔形文字的黏土板提及這座城市。最古老的殖民是在河中因日益增加的淤積的一個島上。城市在上古被稱為「Berytus」，這個名字在1934年被貝魯特美國大學藝術和科學系出版的考古學學報採用。
在公元前140年，貝魯特市被狄奧多特·特里豐與安条克七世之間的塞琉古帝国王位爭奪中摧毀。貝魯特很快在希臘文化計劃中有條理地重建，並改名Laodicea in Canaan，以紀念塞琉西王朝的一位王后。現在的貝魯特城建築在舊城之上，在1991年黎巴嫩內戰結束之前，只有少數對貝魯特的考古學能夠完成。現在大量位於市中心的古老遺址開放予考古學的研究。
公元前一世紀中期，Berytus（貝魯特古名）的硬幣印上命運女神堤喀的頭像。硬幣背面則是城市的標誌：一隻海豚糾纏船錨。而這個標誌則在15世紀的威尼斯被印刷業者阿尔杜斯·马努提乌斯所佔去。
在羅馬的大希律王統治下，貝魯特開始變得富裕。
第一次世界大戰後，鄂圖曼帝國崩潰，在短暂地成为叙利亚王国的一部分后，贝鲁特及整个黎巴嫩被交由法国托管。但在法國的管理期間，政府没能处理好各教派的关系，以致在貝魯特造成了宗教關係緊張。而在第二次世界大戰後，黎巴嫩被賦予了獨立，而貝魯特亦成為了首都。貝魯特一直維持著它作為阿拉伯世界的文明都市，重要商業中心以及旅遊中心的地位，直至黎巴嫩在1975年爆發了內戰為止。在這場戰爭之間，這個城市分裂為由穆斯林控制的西部和基督徒掌握的東部。而先前成為很多商業及文化活動焦點的市中心，亦頓時變成一個無人地帶。而很多住在這個城市的主要原居民亦紛紛逃亡至其他國家。至戰爭結束後，黎巴嫩人民已經著手重建貝魯特，而這座城市亦恢復它作為中東旅遊、文化中心和主要都市的地位，以及商業、時裝和媒體的中心。
2015年11月12日的，兩名自殺式炸彈襲擊者在貝魯特一座清真寺和一家麵包店內引爆炸彈，造成約43人死亡，200 人受傷。伊斯蘭國聲稱對襲擊負責。
2020年8月4日，貝魯特的港口附近發生劇烈爆炸，當時爆炸威力有蘑菇云升起，造成严重的人员伤亡和建筑损毁，港口功能與週邊建築幾近全毀，黎巴嫩政府宣布貝魯特進入維持2周的緊急狀態。

## 地理
貝魯特位於向西深入地中海的半島上，位於黎巴嫩-以色列邊境以北94（58英里）。兩側是呈三角環繞的黎巴嫩山，貝魯特省佔地18平方（6.9平方英里），城市的都會區則佔地67平方（26平方英里）。其海岸富於變化，有岩灘、沙灘和懸崖等諸多景觀。

### 氣候
貝魯特的氣候屬於地中海氣候中的暖夏型（Köppen：Csa），夏季溫和少雨，春秋寒冷多雨。只有八月被認為是真正的熱月，當月平均最高氣溫為32 °C（90 °F），一月和二月最冷，平均最低氣溫為11 °C（52 °F）。
平均年降雨量為893（35.2英寸），主要降水集中於春、秋、冬季。春秋有短期的大暴雨，冬季則是綿延的小雨。除去東部高海拔地區，貝魯特很少有雪。
| 貝魯特國際機場                                                     | 貝魯特國際機場 | 貝魯特國際機場 | 貝魯特國際機場 | 貝魯特國際機場 | 貝魯特國際機場 | 貝魯特國際機場 | 貝魯特國際機場 | 貝魯特國際機場 | 貝魯特國際機場 | 貝魯特國際機場 | 貝魯特國際機場 | 貝魯特國際機場 | 貝魯特國際機場 |
| 月份                                                               | 1月            | 2月            | 3月            | 4月            | 5月            | 6月            | 7月            | 8月            | 9月            | 10月           | 11月           | 12月           | 全年           |
| ------------------------------------------------------------------ | -------------- | -------------- | -------------- | -------------- | -------------- | -------------- | -------------- | -------------- | -------------- | -------------- | -------------- | -------------- | -------------- |
| 历史最高温 °C（°F）                                                | 25 (77)        | 31 (88)        | 36 (97)        | 37 (99)        | 42 (108)       | 40 (104)       | 37 (99)        | 37 (99)        | 37 (99)        | 38 (100)       | 33 (91)        | 29 (84)        | 42 (108)       |
| 平均高温 °C（°F）                                                  | 17 (63)        | 17 (63)        | 19 (66)        | 22 (72)        | 26 (79)        | 28 (82)        | 31 (88)        | 32 (90)        | 30 (86)        | 27 (81)        | 23 (73)        | 18 (64)        | 24 (75)        |
| 平均低温 °C（°F）                                                  | 11 (52)        | 11 (52)        | 12 (54)        | 14 (57)        | 18 (64)        | 21 (70)        | 23 (73)        | 23 (73)        | 23 (73)        | 21 (70)        | 16 (61)        | 13 (55)        | 17 (63)        |
| 历史最低温 °C（°F）                                                | −1 (30)        | −1 (30)        | 2 (36)         | 6 (43)         | 10 (50)        | 13 (55)        | 18 (64)        | 17 (63)        | 16 (61)        | 11 (52)        | 5 (41)         | −1 (30)        | −1 (30)        |
| 平均降水量 mm（）                                                  | 190.9 (7.52)   | 133.4 (5.25)   | 110.8 (4.36)   | 46.3 (1.82)    | 15.0 (0.59)    | 1.5 (0.06)     | 0.3 (0.01)     | 0.4 (0.02)     | 2.3 (0.09)     | 60.2 (2.37)    | 100.6 (3.96)   | 163.8 (6.45)   | 825.5 (32.50)  |
| 平均降水天数（≥ 0.1 mm）                                           | 15             | 12             | 9              | 5              | 2              | 0              | 0              | 0              | 1              | 4              | 8              | 12             | 68             |
| 平均相對濕度（％）                                                 | 69             | 68             | 67             | 69             | 71             | 71             | 73             | 73             | 69             | 68             | 66             | 68             | 69             |
| 月均日照時數                                                       | 131            | 143            | 191            | 243            | 310            | 348            | 360            | 334            | 288            | 245            | 200            | 147            | 2,940          |
| 来源1：BBC天氣                                                     |                |                |                |                |                |                |                |                |                |                |                |                |                |
| 来源2：Danish Meteorological Institute (sun and relative humidity) |                |                |                |                |                |                |                |                |                |                |                |                |                |

### 分區
貝魯特被分為12個地區：
- Achrafieh
- Dar El Mreisse
- Bachoura

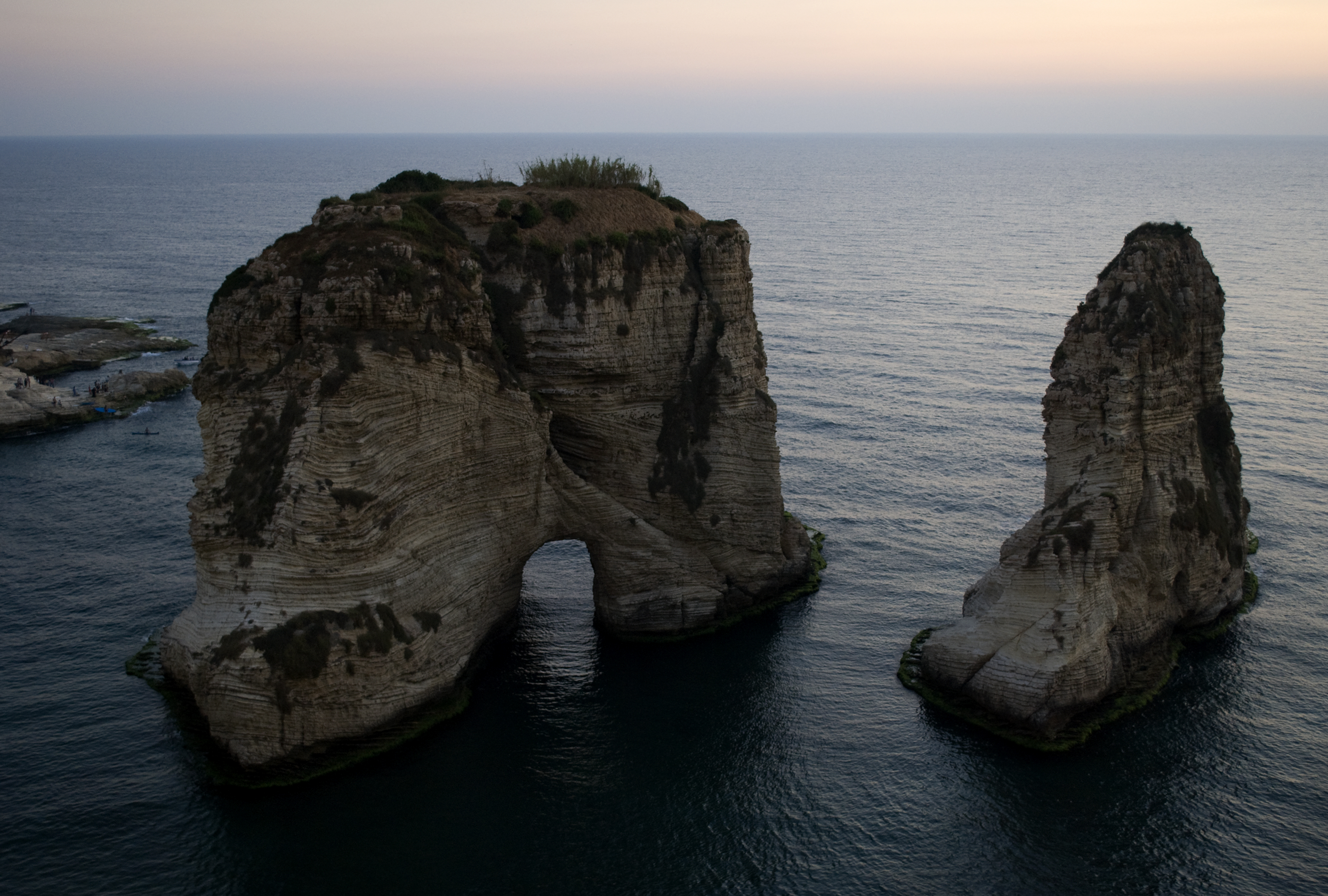
鴿子岩

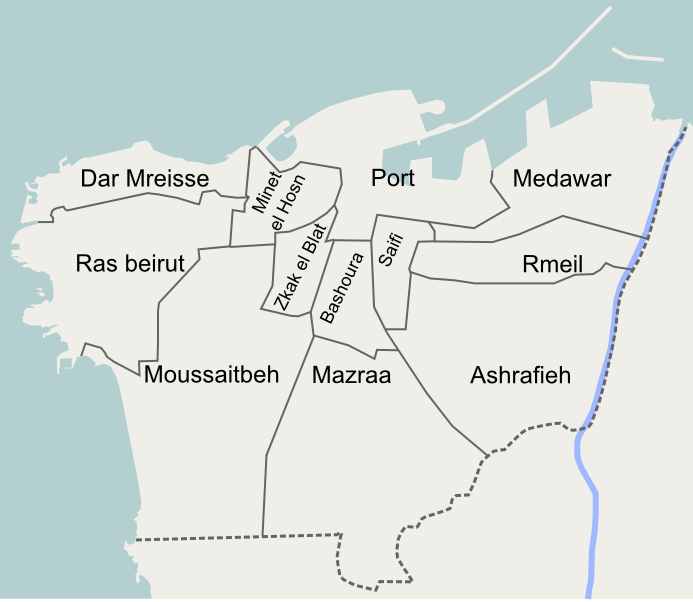
行政区划

- Mazraa (Beirut)|Mazraa
- Medawar
- Minet El Hosn
- Moussaitbeh
- Port Beirut
- Ras Beirut
- Rmeil
- Saifi
- Zuqaq al-Blat

這些分區之下還有亞分區。
黎巴嫩的12個巴勒斯坦難民營中的兩個位於貝魯特南郊，即Bourj el-Barajneh和Shatila，此外市政邊界里還有一個Mar Elias難民營。此外還有一些非正式的難民營。

## 政府
貝魯特是黎巴嫩首都和政府所在地。黎巴嫩議會、所有的部和大部份外國大使館、領事館都位於此地。

### 國際組織
貝魯特也是許多國際組織的總部，其中包括聯合國西亞經濟和社會委員會、阿拉伯航空運輸組織、阿拉伯銀行聯盟和阿拉伯證券交易所聯盟。國際勞工組織和UNESCO的阿拉伯世界區域總部也位於此地。

## 宗教
贝鲁特是地中海沿岸最多样化的城市，这里的宗教有基督教（天主教马龙派、希腊正教、希腊天主教、亚美尼亚宗徒教会、亚美尼亚天主教、叙利亚正教、罗马天主教及基督新教）和伊斯兰教（逊尼派、什叶派）以及独立的德鲁兹派。贝鲁特大多数犹太教信徒自1975年黎巴嫩内战爆发以后起，都永久地移居美国，现在主要居住在布鲁克林、纽约。贝鲁特在黎巴嫩内战中分成几个部分，主要是穆斯林为主的西贝鲁特和基督徒为主的东贝鲁特。

## 教育
貝魯特大多數高等教育機構都是私立的，唯一的公立高等教育機構是黎巴嫩大學。有高等教育理事會負責統籌全市的大學、學院。
貝魯特的私立學校有法國-黎巴嫩公立中學（Grand Lycée Franco-Libanais）、黎巴嫩美國社區學校、貝魯特國際學院等。
貝魯特美國大學是該國歷史最悠久的大學，1862年由美國清教傳教士成立。其他的大學有黎巴嫩美國大學、美國科技大學、巴拉曼大學、贝鲁特聖若瑟大學、貝魯特阿拉伯大學、黎巴嫩國際大學、亥伽兹安大學、全球大學、贝鲁特商学院等。

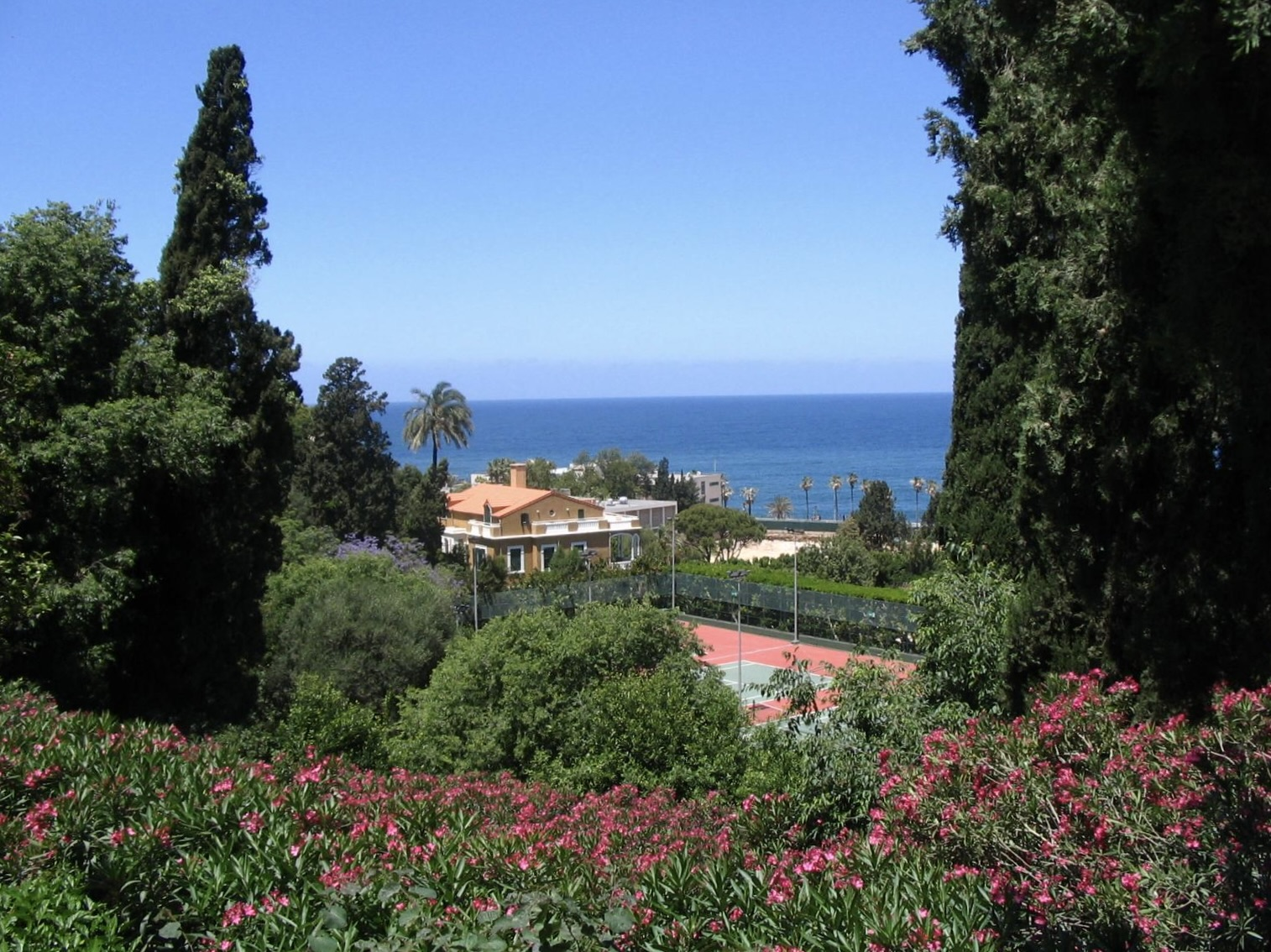
貝魯特美國大學
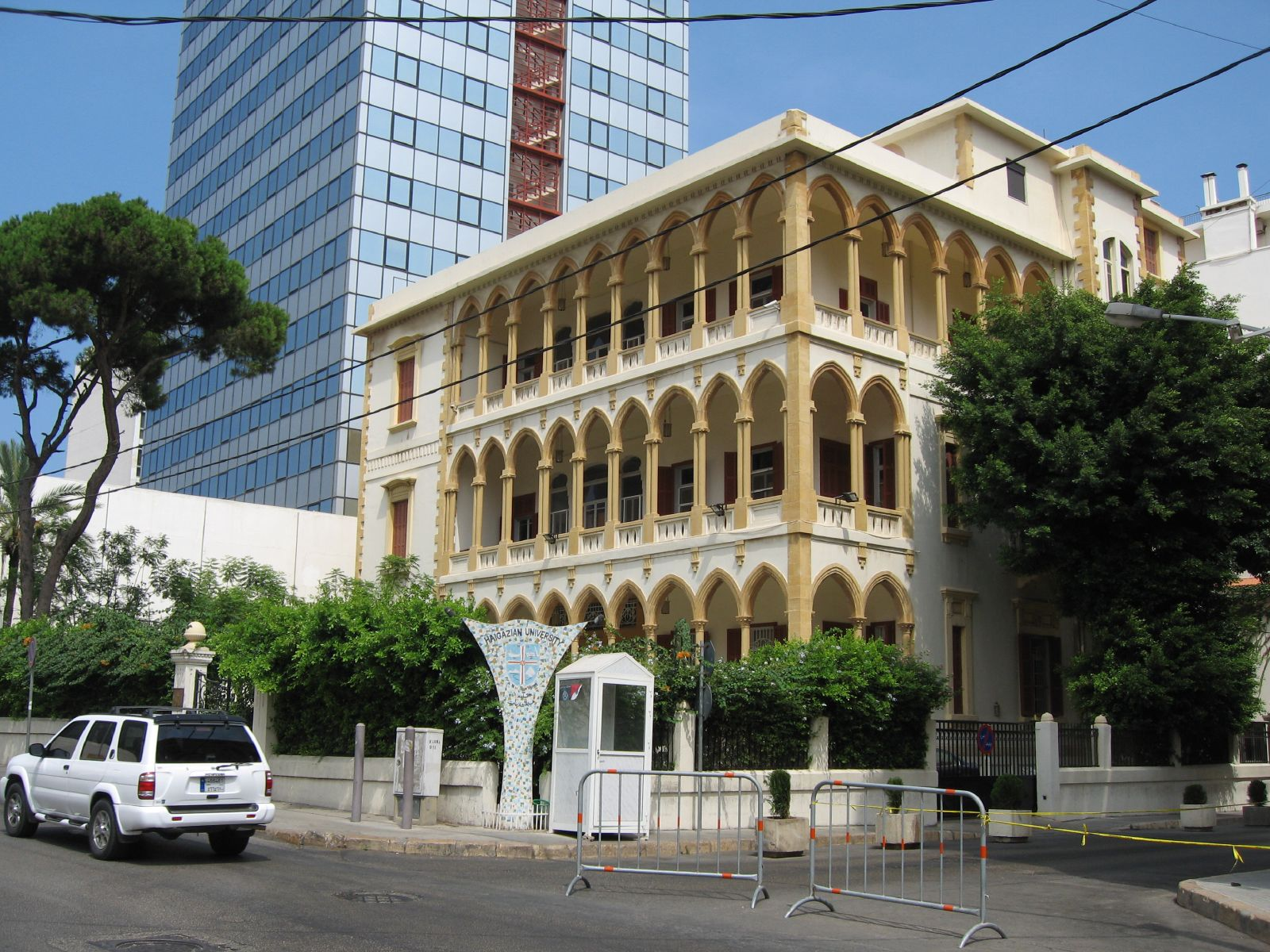
亥伽兹安大學
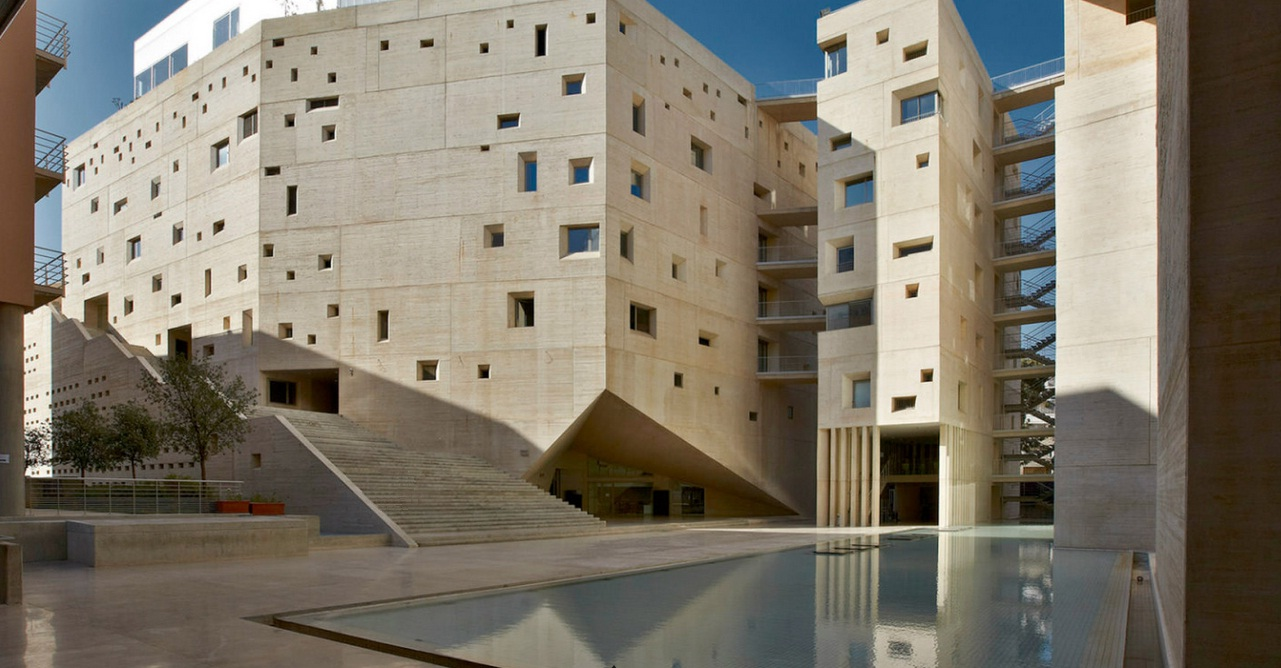
聖若瑟大學
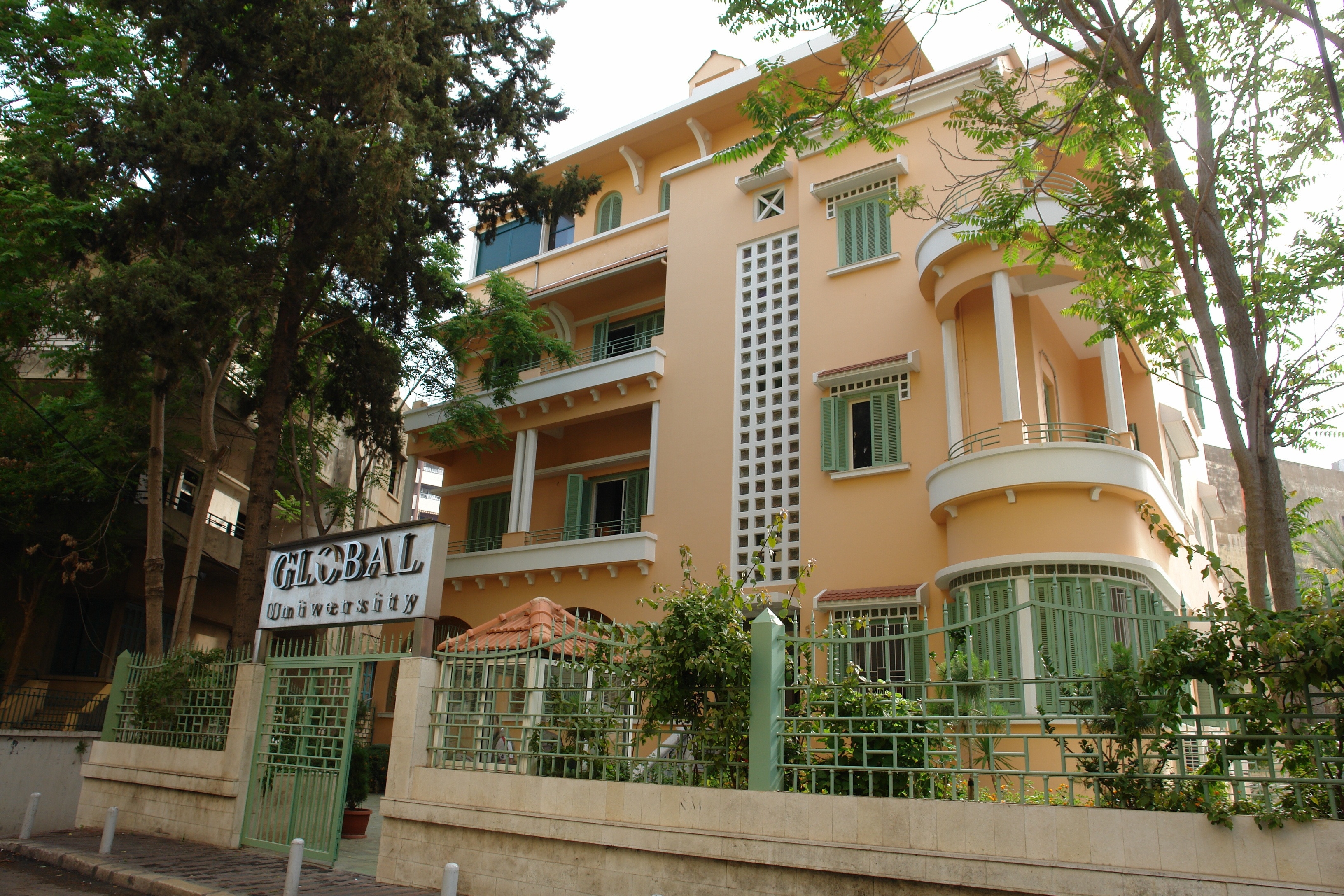
全球大學

## 交通

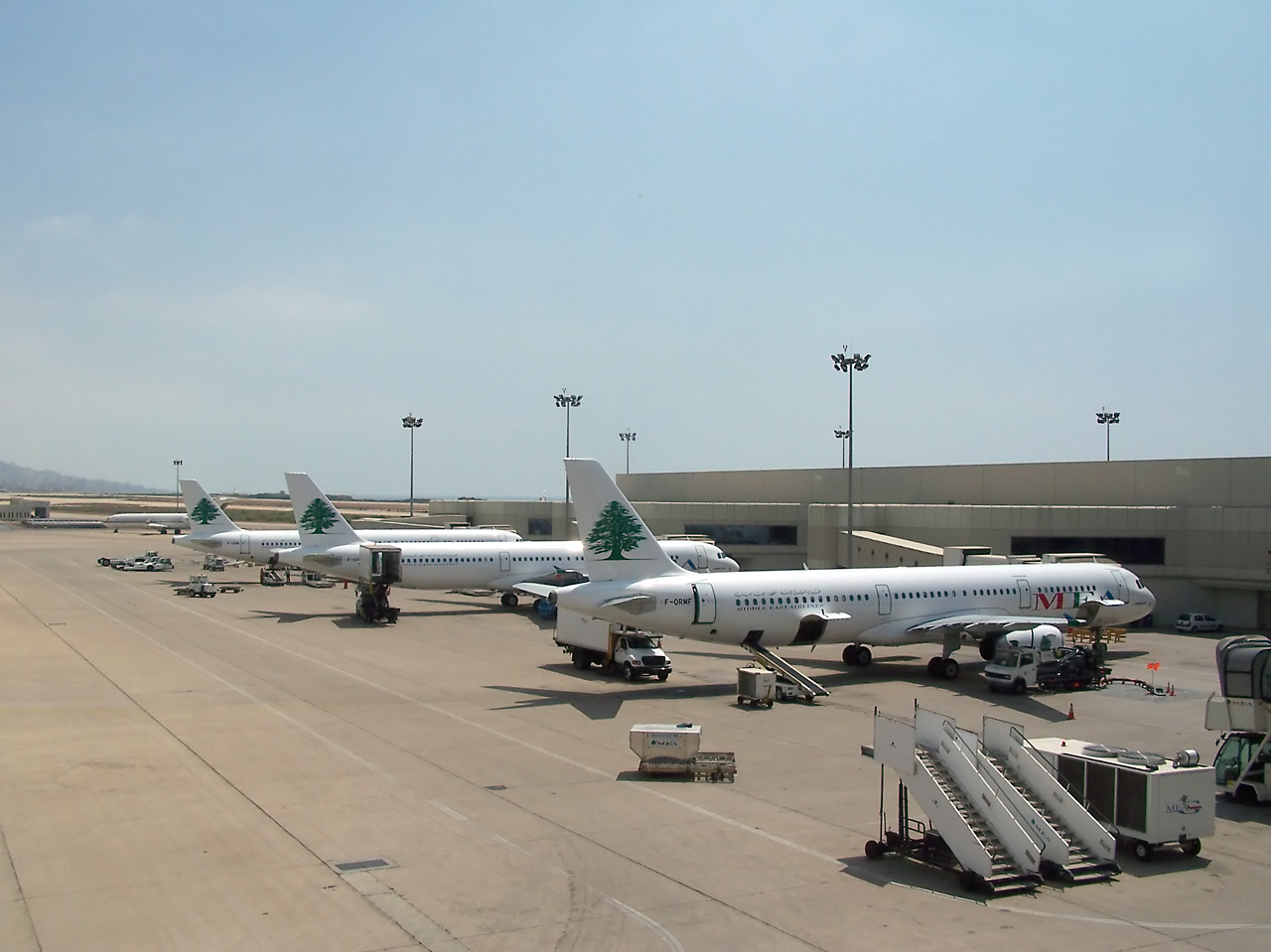
贝鲁特-拉菲克·哈里里国际机场

贝鲁特-拉菲克·哈里里国际机场位於此地南郊。貝魯特港是地中海東部最大的商業港口之一，也是通衢，與塞浦路斯之間有較頻繁渡輪往來。
貝魯特與黎巴嫩及一些主要敘利亞城市之間有巴士往來，該城的巴士等公共交通由多家私人公司負責，但也有上市公司“OCFTC”運營的巴士，該公司也經營鐵路運輸業。

## 旅游
在战争之前，贝鲁特是很受欢迎的旅游目的地，有“中东的巴黎”之美誉，有多家国际大酒店和繁荣的夜生活。在最近几年里，这个城市开始重建旅游业，在毁坏的城市中心开始建设主要建筑物和恢复工作，并建了一个新的散步道。在城市的其余部分还保守时，已经可以穿着西式服饰，包括短裤和短裙了，但在宗教性建筑里仍然是不允许的。
除了城市本身外，附近还有一些考古场所，包括 巴勒贝克 和比布鲁斯，据说是世界是最古老的连续有人居住的城市。在馬札爾滑雪勝地这样的胜地，可以在山上进行冬季滑雪。

## 姊妹城市
貝魯特與以下城市是姊妹城市：
| - 约旦安曼 - 希腊雅典 - 伊拉克巴格達 - 德国柏林 - 法國布雷斯特 - 叙利亚大馬士革 - 利比亞的黎波里 | - 阿联酋迪拜 - 伊朗伊斯法罕 - 土耳其伊斯坦布爾 - 科威特科威特城 - 美国洛杉磯 - 法國萊昂 - 法國馬賽 - 墨西哥墨西哥城 | - 俄羅斯莫斯科 - 加拿大魁北克市 - 巴西里約熱內盧 - 斯普利特 - 法國斯特拉斯堡 - 沙烏地阿拉伯吉達 - 亞美尼亞耶烈萬 |

## 擴展閱讀
- Chantal Pontbriand, ed., Beyrouth = Beirut: It's not Easy to Define Home, special issue (the entire 203 p.) of Parachute (Montréal, Qué.), no. 108 (Oct.-Dec. 2002). N.B.: In, variously, English and/or French.

## 外部連結
- Beirut City Guide* （页面存档备份，存于）
- 維基媒體的Lebanon地圖集
- 中的“贝鲁特”

33°53′13″N 35°30′47″E / 33.88694°N 35.51306°E